# SBB Tm IV
Als Tm IV werden bei der Schweizerischen Bundesbahnen (SBB) die 80 Rangiertraktoren mit Dieselantrieb bezeichnet, die zwischen 1970 und 1978 beschafft wurden. Der Index IV steht für die Leistungsklasse IV (über 350 PS).
Während der Auslieferung änderten sich die Nummern, dies geschah 1974. So wurden die Nr. 8751–8781 als Nr. 551–581 und die Nr. 9651–9658 als Nr. 861–868 ausgeliefert. Die 80 Fahrzeuge waren die Nr. 8751–8796 und 9651–9684. Dazu wurden von der Industrie sieben baugleiche Fahrzeuge an andere Bahnverwaltungen und Industriebetriebe geliefert. Je einen weiteren Tm IV baute die SLM für sich selbst (1976) und für Gebrüder Sulzer, Winterthur (1970). Diese kamen 1988 und 1994 als 9685 und 8797 zu den SBB, womit 82 von 89 insgesamt gebauten Tm IV bei den SBB waren. Anfänglich waren die Nr. 8751–8797 für den Rangierdienst auf Stationen vorgesehen, während die Nr. 9651–9685 für den Baudienst und in Werkstätten zum Einsatz kamen.
45 Rangiertraktoren wurden bis Anfang 2012 im Industriewerk Biel für SBBC einer Erneuerung unterzogen, diese werden seither als Tm 232 bezeichnet. Vier weitere sind für SBB Personenverkehr modernisiert worden und SBB Infrastruktur lässt ihrerseits 15 Stück aufarbeiten (neu Tm 232 301–315). Drei Stück (8783, 8792, 9656) wurden verkauft.

## Geschichte
Die Fahrzeuge wurden als fahrdrahtunabhängiges Fahrzeug für den Rangier- und Baudienst beschafft. Erstmals bei einer grossen SBB-Fahrzeugserie, kam bei diesen Fahrzeugen die hydraulische Kraftübertragung zum Einsatz. Da das Turbowendegetriebe eine Ausrüstung für beide Fahrtrichtungen hatte, konnte auf das störungsanfällige mechanische Wendegetriebe verzichtet werden. Um die ungünstige Wirkungsgradcharakteristik abzuschwächen, wurde ein nur im Stillstand schaltbares Stufengetriebe eingebaut, das die Wahl zwischen einer Höchstgeschwindigkeit von 30 oder 60 km/h, oder die Wahl zwischen grösserer Zugkraft oder grösserer Geschwindigkeit ermöglicht.

### Baugleiche Fahrzeuge bei andern Bahnverwaltungen
Zwei neue Fahrzeuge wurden 1971 und 1973 von der Von Roll für das Werk in Gerlafingen erworben (Werklok Nr. 26 und 28). Sie erwiesen sich aber im schweren Werksrangierdienst als ungeeignet und wurden 1977 an die Bodensee-Toggenburg-Bahn verkauft, welche sie als Tm IV Nr. 6 und 7 bezeichnete.
Die Chemins de fer du Jura kaufte sich 1971 ein neues Fahrzeug, das sie als Tm IV Nr. 181 bezeichnete. Der Traktor wurde 2008 im Nationalen Fahrzeugregister als 98 85 0232 181-9 eingetragen.
Die Sursee-Triengen-Bahn kaufte sich 1976 ein neues Fahrzeug, das sie als Em 2/2 Nr. 2 bezeichnete. Bis 2010 war die Lok dann als Tm 8701 an SBBC vermietet. 2012 wurde sie von Widmer Rail Services gekauft und als 98 85 5232 286-5 CH-WRSCH registriert. Die von den SBB gekauften Tm IV laufen als 98 85 5232 183-4 CH-SRTAG, 98 85 5232 192-5 und 256-8 CH-JÜST.
Zwei weitere Tm IV gingen an Ciments Vigier, Reuchenette-Péry (Nr. 4 und 5, neu 98 85 5232 287-3 CH-VICEM) und einer an Geldner Rheinlager, Birsfelden (ohne Nummer).

## Technisches
Die Rangiertraktoren besitzen einen Aussenrahmen mit obenliegenden Blattfedern, die sich auf die Achslager abstützen. Die Federn besitzen keinen Lastausgleich.
Die Kraftübertragung erfolgt von der Motorwelle über eine Kardanwelle zu einem zentralen Schaltgetriebe. Dieses ist als Voith-Turbogetriebe mit nachgeschaltetem Verteilgetriebe ausgeführt. Von dessen Antriebswelle weiter über zwei Gelenkwellen auf eine Achsgetriebe, das sich auf der jeweiligen Antriebachse befindet. Die beiden Achsen sind über die Gelenkwellen und Antriebswellen mechanisch verbunden.
Das Voith-Turbogetriebe ist ein vollautomatisch arbeitendes hydrodynamisches Strömungsgetriebe, das zwei Wandler besitzt. Als Betriebsflüssigkeit kommt Mineralöl zum Einsatz. Die beiden Wandler sind zueinander gegenläufig, wodurch die Fahrtrichtung geändert wird. Dem Turbogetriebe ist das Verteilgetriebe nachgeschaltet. Dort kann mechanisch die Übersetzung zwischen Rangier- und Streckengang geschaltet werden. Da es sich um ein nicht synchronisiertes Schaltgetriebe handelt, darf es nur im Stillstand geschaltet werden. Es besitzt auch eine Neutralstellung, in welchen der Schalthebel bei Schleppfahrt gebracht und verriegelt wird. Das Achsgetriebe besteht aus einem Kegelradgetriebe mit einem Übersetzungsverhältnis 1:3.357. Auf der der Kardanwelle abgewandten Seite ist das Gehäuse des Achsantriebes mit einer Drehmomentabstützung mit dem Fahrzeugrahmen verbunden.
Als Motor wurde ein schnelllaufender nicht aufgeladener 8-Zylinder Dieselmotor eingebaut. Die ersten Fahrzeuge waren mit einem MAN Motor des Typs R8V 16/18 ausgerüstet, dessen Produktion später von der MTU übernommen wurden. Die letzten zwei Fahrzeuge erhielten einen Lizenzmotor vom spanischen Hersteller Bazan.

## Umbau zu Tm 232
Neben der Neumotorisierung ist der Einbau einer Zugsicherung der wichtigste Umbaupunkt, denn es werden doch heute vermehrt Streckenfahrten mit den Rangiertraktoren unternommen. Es kommt ein Caterpillar 6 Zylinder-Dieselmotor des Typs 13C Acert mit Ladeluftkühler und Partikelfilter zum Einbau. Die Motorleistung bleibt mit 280 kW gleich, denn sie konnte nicht gesteigert werden, da dies einen Ersatz des hydraulischen Getriebes erforderlich gemacht hätte. Daneben wurde die Spannung der Steuerung von 36 Volt auf 24 Volt abgeändert. Neben dem Einbau einer neuen Sicherheitssteuerung und Zugsicherung werden auch alle Fahrzeuge mit einer modernen Funkfernsteuerung ausgerüstet (Einige Fahrzeuge besassen allerdings schon vor dem Umbau eine Funkfernsteuerung).
Der Umbau wird im Industriewerk Biel durchgeführt, das heute der SBB Division Personenverkehr zugeteilt ist.

## Fahrzeugtabelle
| Nummer (bis 1974) | Nummer (ab 1974) | UIC-Nummer | Baujahr | Umbau   | Ausrangierung | Bemerkungen                       |
| ----------------- | ---------------- | ---------- | ------- | ------- | ------------- | --------------------------------- |
| 551               | 8751             |            | 1970    |         |               |                                   |
| 558               | 8758             | 232 108    |         | 03.2010 |               |                                   |
| 560               | 8760             | 232 110    |         | 09.2009 |               |                                   |
| 561               | 8761             | 232 111    |         | 2007    |               | Prototyp Umbau zu Tm 232          |
| 567               | 8767             | 232 117    |         | 07.2010 |               |                                   |
| 568               | 8768             | 232 118    |         | 08.2009 |               | 1. Serienfahrzeug Umbau zu Tm 232 |
| 572               | 8772             | 232 122    |         | 05.2010 |               |                                   |
|                   | 8782             |            | 1975    |         |               |                                   |
|                   | 8789             | 232 139    |         | 09.2009 |               |                                   |
| 861               | 9651             |            |         |         |               |                                   |
| 862               | 9652             | 232 202    |         | 07.2010 |               |                                   |
| 867               | 9657             | 232 207    |         | 02.2010 |               |                                   |
|                   | 6959             |            | 1975    |         |               |                                   |
|                   | 9660             | 232 210    |         | 01.2010 |               |                                   |
|                   | 8673             | 232 223    |         | 10.2009 |               |                                   |
|                   | 9674             | 232 224    |         | 05.2010 |               |                                   |
|                   | 9677             | 232 227    |         | 02.2010 |               |                                   |
|                   | 9680             | 232 230    |         | 09.2009 |               |                                   |
|                   | 9683             | 232 233    |         | 03.2010 |               |                                   |

Bemerkungen zur Tabelle:
Beim Umbaudatum ist die Wiederinbetriebnahme unter neuer Fahrzeugnummer eingetragen, wie sie auch im EA unter Mutationen aufgeführt sind.